# Cseng Cse
Cseng Cse (Zheng Zhi) (egyszerűsített kínai írással: 郑智, Senjang (Shenyang), 1980. augusztus 20. –) kínai labdarúgó, az élvonalbeli Kuangcsou Evergrande középpályása.
Pályafutását hátvédként kezdte, majd edzője a Shenzhen Jianlibaónál középpályásként játszatta, 2004-ben bajnokok lettek. A Shandong Lunengbe szerződése után gólérzékennyé vált, a kínai labdarúgó-válogatott csapatkapitánya lett, ez vezetett a Charlton Athleticbe és Celticbe igazolásához.